# Santuario di Somazzo
La chiesa di San Giuseppe, nota anche come Santuario dei Morti di Somazzo o, più semplicemente, come Santuario di Somazzo,  è un edificio di culto cattolico situato in località Somazzo, nel territorio comunale di Uggiate con Ronago, in provincia di Como. La chiesa è annoverata nell'elenco dei Santuari e templi votivi della Diocesi di Como.

## Storia e descrizione
L'attuale edificio religioso fu costruito ampliando un precedente oratorio dedicato a San Cassiano, la cui esistenza è attestata già nel XV secolo; la più antica menzione storica risale infatti al 1423. Negli atti della visita pastorale compiuta dal vescovo di Como Ambrogio Torriani nel 1671, questo primitivo edificio religioso viene chiamato "Oratorio delle Anime Purganti" (a indicare una dedicazione alle anime del purgatorio). 
Le prime notizie relative ai lavori di costruzione della chiesa di Santo Gioseppo in Somazzo risalgono invece alla seconda metà del XVII secolo (1668 o 1688). L'introduzione del culto a San Giuseppe è attribuita a un eremita insediatosi nei pressi dell'antico oratorio attorno alla metà del Seicento, periodo in cui si iniziarono i lavori di ampliamento (partiti dall'attuale presbiterio). La presenza di cosiddetti romiti presso il santuario durò fino agli inizi del XX secolo. L'Ottocento e il primo Novecento videro un susseguirsi quasi frenetico di interventi come, ad esempio, la realizzazione della cappella dedicata a San Rocco (1855-1859, dotata di statua del 1861), la risistemazione di quella dedicata al santo titolare (1856) e la sostituzione dell'antica statua di San Giuseppe con quella tuttora venerata sull'altare maggiore (1827).
Ben più recente è invece l'attuale altare della cappella di San Rocco, realizzato con elementi di recupero dalla demolizione dell'oratorio di Maria Bambina, edificio che fino al 1970 era addossato al fianco sinistro della chiesa plebana di Uggiate.

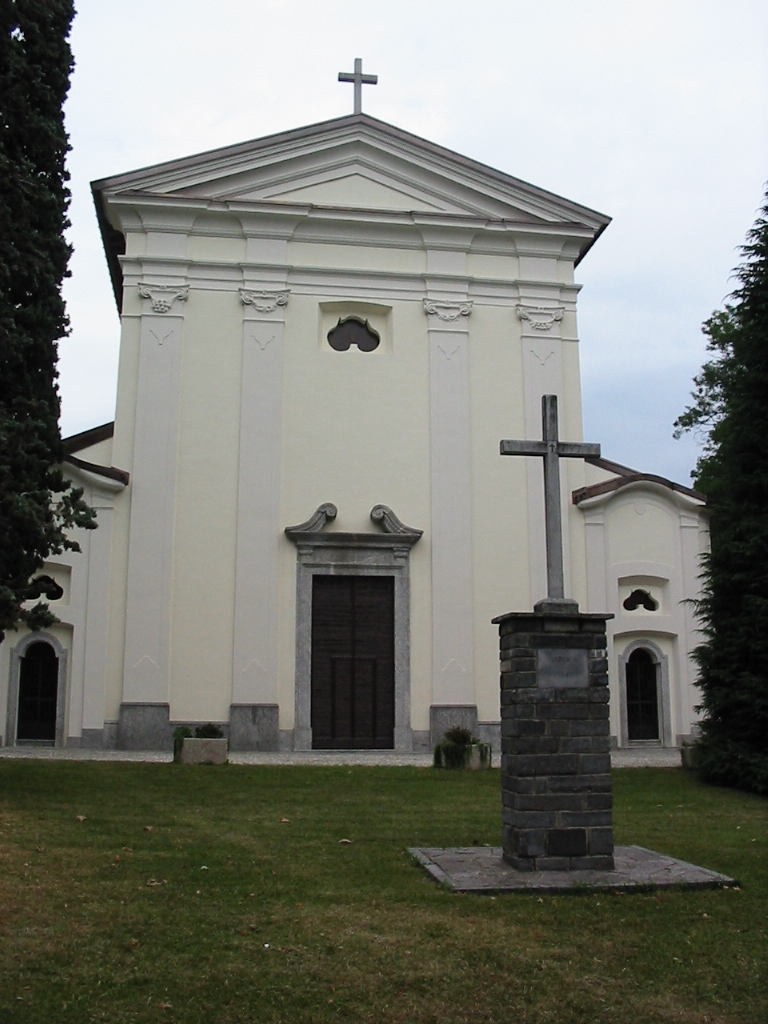
La facciata del Santuario con, ai lati, i due ossari.

La facciata a capanna con lesene ioniche e timpano presenta un portale a volte ed è affiancata da due ossari, dei quali quello di destra fu completato entro l'autunno del 1773. In controfacciata, un organo ottocentesco, installato nel 1936 dopo esser stato originariamente collocato nella chiesa parrocchiale di Saltrio.
Il crocifisso ligneo conservato nella seconda cappella laterale di sinistra fu realizzato dall'intelvese Antonio Ferretti tra il 1742 e il 1744. Dalla Valle Intelvi provengono anche i due paliotti in scagliola degli altari dell'Addolorata e della stessa cappella Crocefisso (1742-1745), opere di Francesco Solari (1707-1769), figlio dello scagliolista Pietro. Agli stessi artigiani è attribuito il paliotto dell'altare maggiore, area introdotta da una balaustra del 1754 in marmo di Viggiù.
Nella cappella dedicata al santo titolare della chiesa trova posto l'affresco del Transito di San Giuseppe (1907), opera del mendrisiense Silvio Gilardi, e un tempo vi si trovava una Liberazione delle anime del purgatorio, tela seicentesca che fino al 1965 costituì la pala dell'altare maggiore. Oggi la tela si trova invece sulla parete destra della chiesa, appena varcato l'ingresso. Sul lato opposto un'altra tela, raffigurante la Conversione di sant'Agostino. Gli affreschi della volta del presbiterio sono di Torildo Conconi (1946).

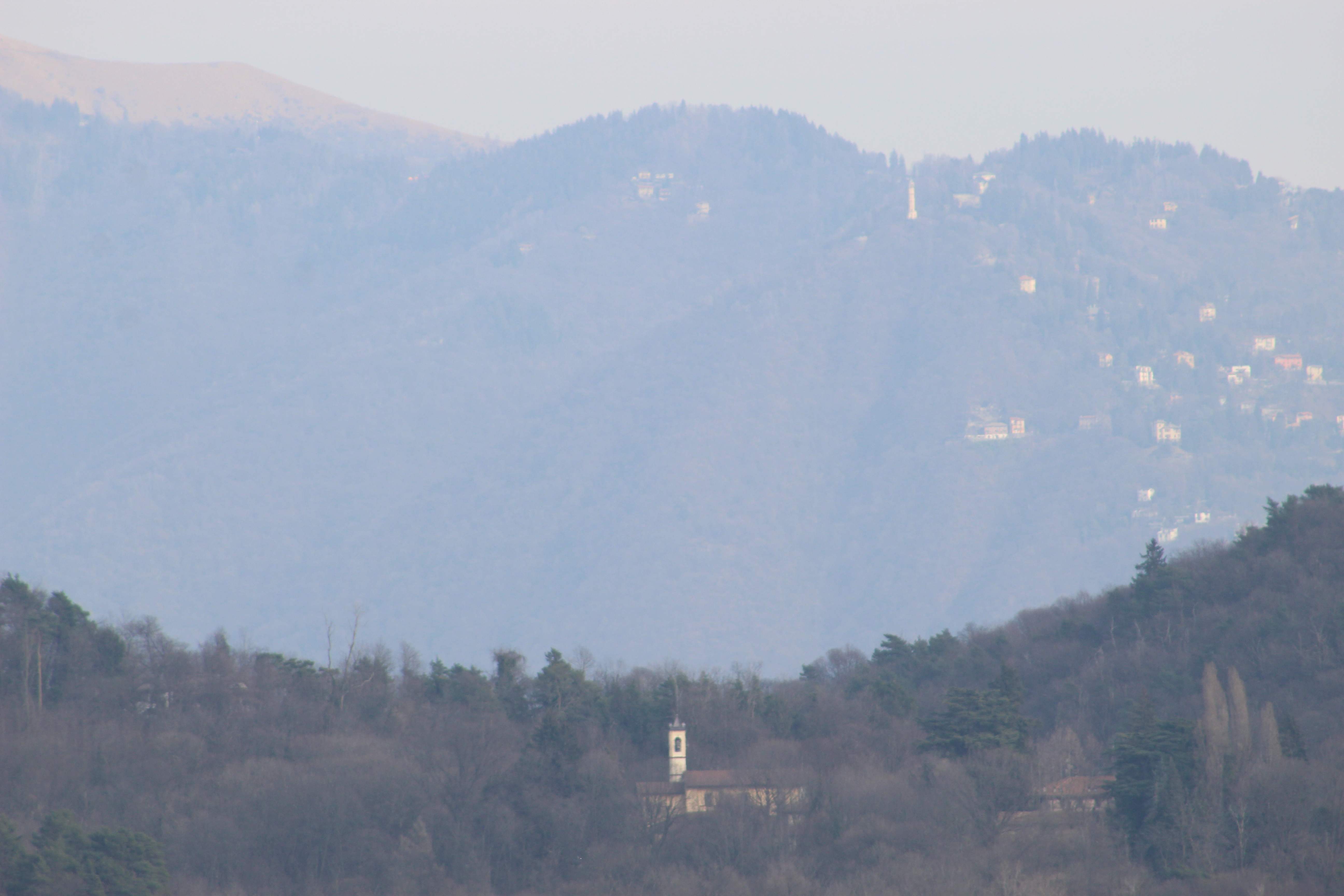
Il campanile del Santuario visto dal Colle di San Maffeo. Sullo sfondo, Brunate.

In fondo alla parete destra si eleva un semplice campanile a torre, decorato a fasce. Questa torre, costruita nel 1869 in sostituzione di un pericolante campanile che si trovava sul lato occidentale fin dalla fine del Seicento, fu sopralzata nel 1898.
Nel Santuario di Somazzo, il 19 marzo 2021, il vescovo di Como Oscar Cantoni ha ufficialmente affidato la Diocesi a San Giuseppe.